# Derolus femorellus
Derolus femorellus es una especie de escarabajo longicornio del género Derolus, tribu Cerambycini, subfamilia Cerambycinae. Fue descrita científicamente por Chevrolat en 1856.

## Descripción
Mide 17-31 milímetros de longitud.

## Distribución
Se distribuye por Costa de Marfil, Nigeria, República Democrática del Congo, Sierra Leona y Togo.